# جولای شگفت
جولای شگفت (نام علمی: Ploceus alienus) نام یک گونه از سرده جولاها است.